# Stadion Miejski w Grodzisku Mazowieckim
Stadion Miejski – stadion piłkarski w Grodzisku Mazowieckim, w Polsce. Obiekt może pomieścić 1000 widzów. Swoje spotkania rozgrywają na nim piłkarze klubu Pogoń Grodzisk Mazowiecki. Obecnie po awansie i zdobycia wicemistrza II ligi dla Pogoni Grodzisk Mazowiecki do I ligi Stadion Miejski w Grodzisku Mazowieckim nie spełnia wymogów licencyjnych PZPN, UEFA i FIFA żeby rozegrać mecze w ramach I ligi i Ekstraklasy, obecnie piłkarze Pogoni Grodzisk Mazowiecki rozegrają na wypożyczonym stadionie w Pruszkowie, natomiast rezerwy Pogoni II Grodzisk Mazowiecki rozegrają na Stadionie Miejskim.